# El príncep de fusta
El príncep de fusta (títol original en hongarès A fából faragott királyfi ) (op. 13, Sz 60, BB 74) és un ballet en un acte que Béla Bartók començà a principis de 1914 i acabà a principis de 1916. Té una durada aproximada de 50 minuts. La seva estrena fou dirigida per Egisto Tango a l'Òpera Estatal d'Hongria de Budapest, el 12 de maig de 1917. El 1921, Bartók en va extreure una breu suite, composta de tres danses; aquesta suite fou estrenada el 23 de novembre de 1931 per l'Orquestra Filharmònica de Budapest, dirigida per Ernő Dohnányi. Després el compositor construí una suite més llarga, el 1931-1932.

## Argument
L'obra en un acte tracta un tema de conte de fades amb una princesa i un príncep com a protagonistes. El ballet consta d'un preludi ("introducció") i set danses amb els noms següents:
- 1. Ball de la Princesa al Bosc
- 2. Dansa dels arbres
- 3. Ball d'onades
- 4. Ball de la princesa amb la nina de fusta
- 5. La princesa l'estira i l'estira i el vol obligar a ballar
- 6. Vol atreure'l cap a ella amb un ball seductor
- 7. La princesa, espantada, vol córrer cap a ell, però el bosc l'atura[1]

El preludi comença amb un punt de pedal baix en do major amb harmònics, que introdueix el despertar de la natura posterior i té paral·lelismes al preludi de l'òpera Das Rheingold de Richard Wagner.
Només després dels jocs previs comença l'acció real. Una princesa altiva sota la cura d'una fada i un príncep viuen als seus castells, separats per un bosc i un rierol. El príncep s'enamora de la princesa, però li ho impedeix el bosc encantat per la fada (dansa dels arbres) i una massa d'aigua creixent (ball de les ones). Al principi, tota la natura es gira contra el príncep. Per cridar l'atenció de la princesa, fa un príncep de fusta que complementa amb els seus cabells, roba i corona. En lloc d'enamorar-se del príncep, la princesa s'enamora del ninot, que la fada encanta perquè pugui saltar i ballar. Ella balla amb ell en un pas de deux (ball de la princesa amb la nina de fusta), ignorant el príncep. El príncep està desesperat, però la natura, abans hostil, el reconforta. A mesura que la ninot es torna cada cop més feble i s'enfonsa sense vida, la princesa l'allunya. Només ara reconeix el príncep i s'enamora d'ell. Però això se li escapa. El bosc també s'hi oposa i es burla d'ella amb diverses cares de prínceps de fusta. Només quan la princesa supera el seu orgull i es desfà de les seves joies i cabells en el ball final, trenca l'encanteri. El príncep i la princesa estan units, i la natura també es reconcilia. L'obra acaba amb una melodia de trompa.

## Música

### Instrumentació
La representació escènica de l'obra requereix, a més dels ballarins, una gran orquestra amb la següent formació:
- Instruments de vent⁣: 4 flautes⁣: (3a i 4a flauta també piccolo), 4 oboès (3a i 4a també corn anglès); saxòfon alt en mib; Saxo tenor en sib (+ saxo baríton en mib); 4 clarinets en si (també clarinets en la, 3r i 4t també clarinet en mi bemoll); 1 clarinet baix en si, 1 clarinet baix en la; 4 fagots (3r i 4t també contrafagot); 4 trompes⁣; 4 trompetes en sib; 2 cornetes en si; 3 trombons⁣; tuba⁣;
- Timbales; 5 músics a la percussió;
- Celesta (2 músics[3] ); 2 arpes⁣;
- Cordes⁣: 16 primers violins, 16 segons violins, 12 violes, 10 violoncels, 8 contrabaix.[4]

L'actuació té una durada aproximada de 45 minuts.

### Estil
Tot i que Bartók utilitza una gran orquestra romàntica tardana en la tradició de Richard Strauss a El príncep de fusta, és innovador en la instrumentació utilitzant també instruments inusuals com ara saxos, celestes i una gran bateria de tambors. Pel que fa al llenguatge tonal, l'obra no és romàntica tardana, sinó més aviat impressionista, amb un "color aspre" predominant.
Malgrat el paral·lel del preludi al de Rheingold de Richard Wagner a causa del punt de pedal baix en do major amb harmònics, el llenguatge tonal de Bartók és independent i la sèrie de tons "no diatònics", però més aviat heptafònics que s'utilitza es basa en part en els seus estudis sobre música folklòrica romanesa.
En el curs posterior de l'obra, les representacions de la natura de Bartók mostren una proximitat a la música popular, però "no en forma de cites folklòriques, sinó en les seves pròpies formes de cançons populars modelades."

## Origen

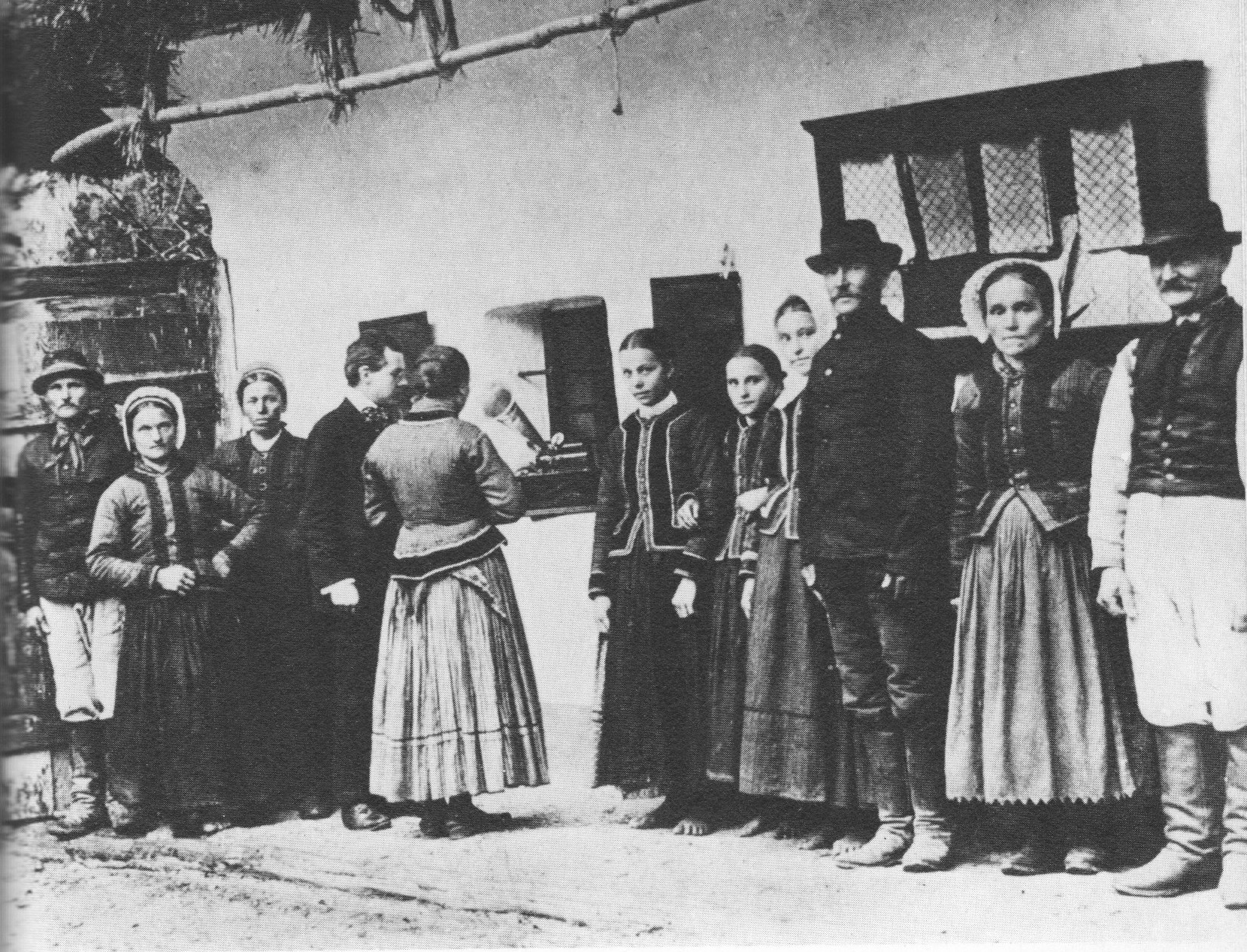
Bartók enregistrant música popular el 1908

Després que Bartók presentés la seva òpera en un acte El castell de Barbablava, completada el 1911 amb un llibret de Béla Balázs, al Concurs Erkel i al Concurs Rózsavölgyi el 1912, ambdues vegades va ser rebutjada com a "no reproduïble". A causa d'aquesta decepció, Bartók es va retirar de la Societat de la Nova Música Hongaresa i es va concentrar principalment en l'avaluació de la seva música popular hongaresa ("música camperola"), que va gravar en cilindres fonògrafs i que representava un contrapunt a la música popular urbana. El 1912 va llegir l'esborrany de Béla Balázs per a un ballet de contes a la revista literària Nyugat (Occident), que li interessava. L'any 1914 va començar a compondre, com es desprèn d'una carta a la seva mare. No obstant això, després de l'inici de la Primera Guerra Mundial, Bartók va interrompre el seu treball de composició perquè veia poques possibilitats de representar el ballet. No va ser fins al 1916 que va continuar la composició interrompuda, després que Béla Balázs hagués aconseguit en negociacions amb l'Òpera de Budapest que l'obra s'estrenés a la primavera de 1917. Bartók va acabar l'obra el gener de 1917.
L'any 1917, Bartók va escriure retrospectivament sobre la creació d'El príncep tallat de fusta que l'impuls de compondre el ballet va sorgir del rebuig de la seva òpera, que també es considerava intocable per la seva trama estàtica i no per la llargada. En combinació amb els "esdeveniments espectaculars, colorits, rics i variables" del ballet, va veure una oportunitat per "interpretar les dues obres en una nit".
L'estrena es va ajornar diverses vegades, d'una banda, perquè l'orquestra s'havia negat una vegada més a interpretar una obra de Bartók, però, d'altra banda, perquè ningú es volia fer càrrec de l'obra a l'escenari, així que finalment Béla Balázs va intervenir com a director. El fet que l'estrena tingués lloc malgrat aquestes intrigues va ser també gràcies al director italià Egisto Tango, que treballava a l'Òpera de Budapest des de 1913.

## Recepció
Segons Béla Balázs, durant l'estrena del 12 de maig de 1917 hi va haver una "tensió fulminant", amb molts espectadors conservadors esperant veure el fracàs de l'obra. Finalment, però, va ser un èxit rotund. El príncep de fusta de Bartók es va mantenir al repertori i va tenir un paper clau per garantir que l'òpera de Bartók El castell de Barbablava s'estrenés amb èxit l'any següent.
Només els crítics de música conservadors van trobar objeccions. Això és el que va informar Zoltán Kodály en el seu assaig sobre Béla Bartók: “En aquell moment [Bartók] va trobar sons per a la desolació del seu príncep que van fer estremir els oients i van fer que alguns crítics comentessin que l'obra estava equivocada perquè la música era per un conte de fades massa tràgic”. Altres reconeixien “el geni de Bartók en les danses grotesques, sobretot en la del titella de fusta, però [la crítica] no volia fer justícia a les escenes expressives i més aviat les declarava fredes.”
Una suite composta per Bartók que contenia tres danses de l'obra es va estrenar el 23 de febrer de 1931 sota la direcció d'Ernst von Dohnányi.
Avui dia, El príncep de fusta s'aixeca a l'ombra de les altres dues obres escèniques de Bartók, l'òpera El castell de Barbablava i el ballet pantomima El mandarí meravellós, creada entre 1918 i 1924, que també va assolir una gran popularitat a les sales de concert després del final de la Segona Guerra Mundial.

## Enregistraments

### Enregistraments totals
- Orquestra Simfònica de Londres amb Antal Doráti, Mercury Living Presence (Decca) 1964
- Filharmònica de Nova York amb Pierre Boulez, CBS (Sony) 1972/1977
- Orquestra Simfònica de Chicago amb Pierre Boulez, DGG 1993
- Orquestra del Festival de Budapest amb Iván Fischer, Decca 1996
- Filharmònica Nacional Hongaresa amb Zoltán Kocsis, Hungaroton 2007
- Orquestra Simfònica de Bournemouth amb Marin Alsop, Naxos 2008

### Adaptació cinematogràfica del ballet
- A faból faragott királyfi (El príncep de fusta) (1970), dirigida per Ádám Horváth[13]